# Henri Hardouin
Henri Hardouin (Grandpré, Xampanya-Ardenes, França, 7 d'abril de 1727 - Reims, 13 d'agost de 1808) fou un compositor i musicòleg francès.
Nascut en una família modesta, va ser admès en 1735 a l'edat de 8 anys com a escolà (cantant en el cor infantil) de la catedral de Reims. Allà va cantar al costat cantants adults (professionals en el moment) mentre rep una sòlida formació musical i general. Es van formar els infants, tant en el cant pla (o cant gregorià) van cantant en les seves diverses formes, com la música polifònica i contrapunt. Més tard va entrar al seminari i es va convertir, en 1749, el Mestre de Música (avui diríem el "mestre de capella") del cor fundat a finals del segle xiii (1285). Sacerdot el 1751, va ser rebut en el cànon del capítol en 1776, cosa que li va permetre gaudir d'una prebenda canònica i participar en les deliberacions. Per la catedral de Reims va escriure 12 misses a 4 veus.
De 1749 a 1773, que també va portar a terme la nova Acadèmia de Música de la ciutat (l'associació municipal de concerts i l'educació), instal·lat en un lloc adjacent a l'ajuntament. Els concerts setmanals hi eren. Molt unit a la litúrgia, Hardouin va abandonar aquest càrrec en 1773, no va estar d'acord amb el lloc i cada vegada més es va donar a la música profana.
Quan va esclatar la Revolució i dispersà als capítols eclesiàstics, al novembre de 1790, va perdre el seu lloc de mestratge, però intentarà trobar-los en 1794, després de Thermidor i la fi del Terror. Això tendiria a demostrar que s'havia convertit en sacerdot constitucional sabia o havia de bregar amb la República i la seva música, fins i tot abans que l'Església es beneficiï de l'autorització parcial a celebrar cultes, des de 1796.
Es va retirar a Grandpré en 1801. Al juliol-agost del mateix any un Concordat signat entre Bonaparte i el papat, va restaurar la religió catòlica a França i que, per tant, permetre que un renaixement gradual dels mestratges.
HENRI Hardouin va morir en aquest poble el 13 d'agost de 1808. Va ser enterrat a l'església parroquial on, posteriorment, es van col·locar dues plaques commemoratives.

## Obres
Abans de la seva marxa, va lliurar els seus manuscrits a la catedral de Reims. Tot i la destrucció, actualment encara hi ha un corpus d'unes 400 peces. Va escriure 18 Leçons de Ténèbres, 46 misses (amb o sense acompanyament), proses (o seqüències), himnes litúrgics, motets i salms.
Publicà Sis misses a 4 veus sense acompanyament (Reims, 1772) i col·laborà el 1775, amb François Giroust i François Rebel, a la Messe solennelle per a la coronació de Lluís XVI. Les seves obres eren conegudes a Lió: algunes van ser interpretades el 1759-60 per l'Académie du Concert (situada al Palais des Arts, a la Place des Terreaux prop de l'Ajuntament). La seva música també es va escoltar al Concert Spirituel de Paris (1765).
Hardouin va escriure obres pedagògiques que inclouen un nou mètode per aprendre el cant pla (Charleville, 1762, 3a ed. el 1790, es reeditarà fins al 1828). També és autor d'un Breviari de Reims (1759).
La seva producció musical ha estat objecte d'un treball de restitució, realitzat sota la direcció de Jean-Luc Gester, en el marc de la seva docència al departament de música de la Universitat de Reims.